# Motociklistična Velika nagrada Kitajske
Motociklistična Velika nagrada Kitajske je nekdanja motociklistična dirka svetovnega prvenstva, ki je potekala od sezone 2005 do sezone 2008.

## Zmagovalci
| Sezona | Dirkališče | 125 cm3        | 250 cm3        | MotoGP          | Poročilo |
| ------ | ---------- | -------------- | -------------- | --------------- | -------- |
| 2008   | Shanghai   | Andrea IanBrez | Mika Kallio    | Valentino Rossi | Poročilo |
| 2007   | Shanghai   | Lukáš Pešek    | Jorge Lorenzo  | Casey Stoner    | Poročilo |
| 2006   | Shanghai   | Mika Kallio    | Hector Barbera | Daniel Pedrosa  | Poročilo |
| 2005   | Shanghai   | Mattia Pasini  | Casey Stoner   | Valentino Rossi | Poročilo |